# David Morse
David Bowditch Morse (ur. 11 października 1953 w Beverly) – amerykański aktor, reżyser telewizyjny i scenarzysta.

## Życiorys

### Wczesne lata
Urodził się w Beverly w Massachusetts jako pierwsze z czworga dzieci Jacquelyn Morse, nauczycielki, i Charlesa Morse, kierownika sprzedaży. Jego drugie imię, Bowditch, pochodzi od matematyka Nathaniela Bowditcha. Jego rodzina miała pochodzenie angielskie, a także korzenie szkockie i holenderskie. Wychowywał się z trzema młodszymi siostrami w Essex i Hamilton. Był uczulony na większą ilość cukru. Po ukończeniu szkoły średniej, w 1971 studiował aktorstwo w William Esper Studio.

### Kariera
W latach 1971–1977 występował w ponad 30 produkcjach z Boston Repertory Theater Company. Pod koniec lat 70. Morse kontynuował karierę sceniczną w Circle Repertory Company w Nowym Jorku. W 1981 trafił na Off-Broadway w roli Nuba Clyde’a w spektaklu Wątki. W 1997 za rolę Becka w sztuce Pauli Vogel How I Learned to Drive, uhonorowanej Nagrodą Pulitzera, otrzymał nagrody Lucille Lortel, Drama Desk i Obie Award. Był nominowany do Tony Award za dwa występy na Broadwayu: w 2018 jako Larry Slade w przedstawieniu Eugene’a O’Neilla Zimna śmierć nadchodzi i w 2022 za rolę wujka Pecka w spektaklu How I Learned to Drive.
W 1980 zadebiutował na kinowym ekranie, grając Jerry’ego Maxwella, wesołego barmana i koszykarza w melodramacie Richarda Donnera Inside Moves na podstawie scenariusza Barry’ego Levinsona u boku Johna Savage’a i Diany Scarwid. Był wymieniony jako jeden z dwunastu „Obiecujących nowych aktorów roku 1980” w Screen World Johna Willisa, tom. 32. Przełomem w karierze była rola doktora Jacka „Boomera” Morrisona, młodego lekarza, który zmaga się jako samotny rodzic po śmierci żony, w serialu medycznym NBC St. Elsewhere (1982–1988). W dramacie kryminalnym Michaela Cimino Godziny rozpaczy (Desperate Hours, 1990) wystąpił w roli kryminalisty Alberta. Rola Johna Bootha, pijanego kierowcy i sprawcy wypadku, który zabił 10-latkę i skazany zostaje na kilka lat więzienia w dramacie psychologicznym Seana Penna Obsesja (The Crossing Guard, 1995) przyniosła mu nominację do Independent Spirit Awards w kategorii najlepsza drugoplanowa rola męska. Wystąpił w dramacie fantasy Franka Darabonta Zielona mila (The Green Mile, 1999) jego strażnik więzienny Brutus „Brutal” Howell, dramacie sensacyjnym Taylora Hackforda Dowód życia (Proof of Life, 2000) w roli porwanego męża Meg Ryan i dramacie sportowym The Slaughter Rule (2001) jako twardy trener piłki nożnej Gedeon „Gid” Ferguson. 
Za rolę detektywa Michaela Trittera z toporem do grindowania w kilku odcinkach serialu Fox Dr House (House M.D., 2004–2007) otrzymał nominację do nagrody Emmy. Złamał kilka palców podczas sceny walki jako Robert Turner, sąsiad głównego bohatera (Shia LaBeouf), którego trójka nastolatków podejrzewa o morderstwa w dreszczowcu D.J. Caruso Niepokój (Disturbia, 2007), ale pozostał na planie i dokończył ujęcie. Po raz drugi zdobył nagrodę Emmy, grając George’a Washingtona w miniserialu HBO John Adams (2008).

## Życie prywatne
19 czerwca 1982 poślubił pisarkę Susan Wheeler Duff von Moschzisker, z którą ma troje dzieci – córkę Elizę oraz bliźniaki, Benjamina i Samuela. W 1994 przeprowadził się z rodziną do Filadelfii po trzęsieniu ziemi w Kalifornii, aby być blisko rodziny żony.

## Filmografia
- St. Elsewhere (1982–1988)
- Powrót Maxa Dugana (Max Dugan Returns, 1983)
- Prorocze sny (When Dreams Come True, 1985)
- Morderstwo płatne z góry (Downpayment on Murder, 1987)
- Braterstwo Róży (Brotherhood of the Rose, 1989)
- Płonący krzyż (Cross of Fire, 1989)
- Godziny rozpaczy (Desperate Hours, 1990)
- Indiański biegacz (The Indian Runner, 1991)
- Męskie opowieści (Two-Fisted Tales, 1991)
- Krzyk na pustkowiu (Cry in the Wild: The Taking of Peggy Ann, 1991)
- Katastrofa na Alasce (Dead Ahead: The Exxon Valdez Disaster, 1992)
- Cud na autostradzie (Miracle on Interstate 880, 1993)
- Synalek (The Good Son, 1993)
- Niesamowite dzieciaki II (Magic Kid II, 1994)
- Ucieczka gangstera (The Getaway, 1994)
- Pożeracze czasu (The Langoliers, 1995)
- 12 małp (Twelve Monkeys, 1995)
- Obsesja (The Crossing Guard, 1995)
- Tecumseh - ostatni wojownik (Tecumseh: The Last Warrior, 1995)
- Krytyczna terapia (Extreme Measures, 1996)
- Twierdza (The Rock, 1996)
- Długi pocałunek na dobranoc (The Long Kiss Goodnight, 1996)
- Kontakt (Contact, 1997)
- George B (George B., 1997)
- Negocjator (The Negotiator, 1998)
- Zielona mila (The Green Mile, 1999)
- Wariatka z Alabamy (Crazy in Alabama, 1999)
- A.W.O.L. (1999)
- Przynęta (Bait, 2000)
- Tańcząc w ciemnościach (Dancer in the Dark, 2000)
- Dowód życia (Proof of Life, 2000)
- Kraina wiecznego szczęścia (Hearts in Atlantis, 2001)
- Z dziennika księdza (Diary of a City Priest, 2001)
- Podwójna wizja (Shuang tong, 2002)
- Nocny kurs (Hack, 2002–2004)
- The Slaughter Rule (2002)
- Down in the Valley (2005)
- Nearing Grace (2005)
- Dreamer: Inspired by a True Story (2005)
- 16 przecznic (16 Blocks) (2006)
- Dr House (House) (2006)
- A.W.O.L (2007)
- Hounddog (2007)
- Niepokój (Disturbia) (2007)
- Ocaleni (Passengers) (2008)
- The Hurt Locker. W pułapce wojny (2008)
- John Adams (2008)
- World War Z (2013)
- The Boy (2015)
- Wstrząs (Concussion) (2015)
- Blindspot: Mapa zbrodni (Blindspot) (2017)